# Catedral de San Víctor (Xanten)
La catedral de San Víctor (en alemán: St.-Viktor-Dom) es una iglesia católica situada en Xanten, una ciudad histórica en la zona del Bajo Rin, Renania del Norte-Westfalia, Alemania. Se le considera la catedral más grande «entre Colonia y el mar». El 13 de mayo de 1936 fue declarada basílica menor por el papa Pío XI. A pesar de que la iglesia se llama dom (similar a una catedral en alemán), nunca ha sido la sede de un obispo diocesano.
La catedral debe su nombre a Víctor de Xanten, un miembro de la legión tebana que fue supuestamente ejecutado en el siglo IV en el anfiteatro de Castra Vetera por negarse a sacrificar a los dioses romanos. Este campamento romano está cerca de la actual ciudad de Birten. 
Según la leyenda, Helena de Constantinopla recuperó los huesos de Víctor y su legión y erigió una capilla en su honor. Durante una moderna excavación se descubrió la existencia de una cella memoriae del siglo IV. Sin embargo, se determinó que no había sido erigida por Victor sino por otros dos personajes masculinos que fueron colocados en la cripta en una fecha posterior.

## Hoy

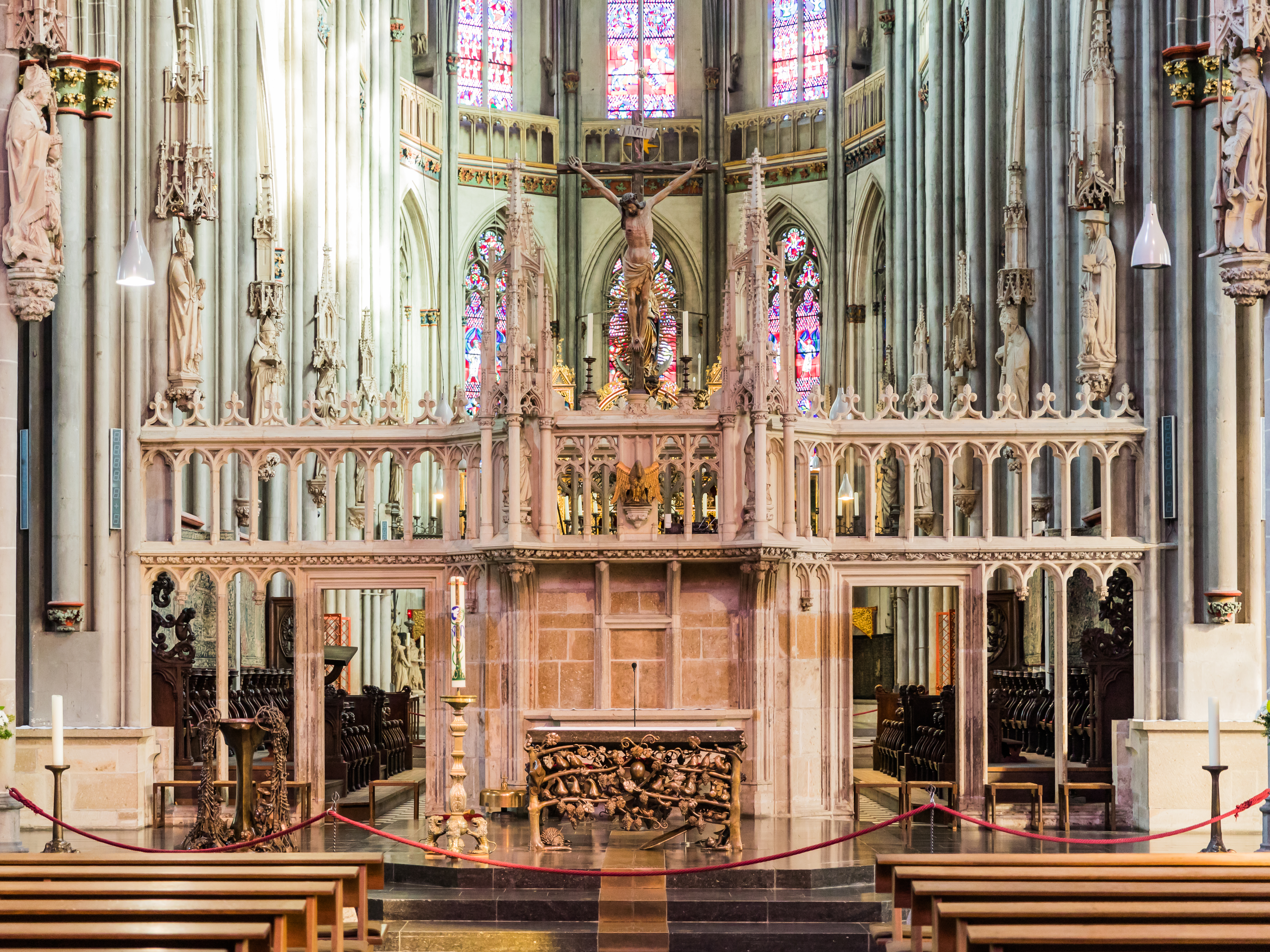
Interior de la catedral.

Hoy día, la catedral es la sede de un obispo auxiliar, que preside la parte del Bajo Rin de la Diócesis de Münster.